# Jan Popczyk
Jan Popczyk (ur. 21 września 1945 w Ślęcinie, zm. 13 września 2024 w Gliwicach) – polski inżynier elektrotechnik, profesor doktor habilitowany nauk technicznych, nauczyciel akademicki. Prezes Polskich Sieci Elektroenergetycznych, członek Komitetu Energetyki Polskiej Akademii Nauk oraz Stowarzyszenia Elektryków Polskich. Prezes Stowarzyszenia Założycielskiego Elektroprosumeryzmu. Prezes Stowarzyszenia Klaster 3x20, wiceprezes Polskiej Platformy Technologicznej Zielonej Energii. Współzałożyciel Stowarzyszenia Dolivo i twórca Powszechnej Platformy Transformacji Energetyki.

## Życiorys
Urodził się 21 września 1945 r. w miejscowości Ślęcin w ówczesnym województwie kieleckim. W 1970 r. ukończył studia magisterskie na Wydziale Elektrycznym Politechniki Śląskiej na kierunku elektrotechnika. Jednocześnie rozpoczął studia doktoranckie i podjął pracę na stanowisku asystenta. Cztery lata później uzyskał tytuł doktora, a w 1979 r. stopień doktora habilitowanego. W 1987 r. nadano mu tytuł profesora nadzwyczajnego Politechniki Śląskiej, a w 1997 r. profesora zwyczajnego. Inicjator i kierownik studiów podyplomowych Rynek Energii na tej uczelni.
Specjalista z zakresu transformacji energetycznej, generacji rozproszonej, odnawialnych źródeł energii i prosumeryzmu w elektroenergetyce. Pionier statystyki, probabilistyki i optymalizacji w sieciach elektroenergetycznych. Współautor projektu transformacji energetycznej Polski oraz uczestnik jego wdrażania. W 1990 r. pełnił funkcję przewodniczącego sejmowego zespołu ds. reformy polskiego systemu elektroenergetycznego i zainicjował powstanie Polskich Sieci Elektroenergetycznych. W latach 1998–1999 pełnił funkcję doradcy Ministra Finansów Leszka Balcerowicza, a w latach 1995–1999 doradcy Górnośląskiego Zakładu Elektroenergetycznego (obecnie Oddział w Gliwicach Tauron Dystrybucja). W latach 1994–1995 przewodniczący organizacji CENTREL, która za jego kadencji doprowadziła do połączenia systemu elektroenergetycznego Grupy Wyszehradzkiej z systemem elektroenergetycznym Europy Zachodniej. Członek Komitetu Energetycznego przy Radzie Gospodarczej i Społecznej ONZ. Twórca koncepcji Transformacji energetycznej w trybie innowacji przełomowej do elektroprosumeryzmu. Autor Białej Księgi transformacji energetycznej do elektroprosumeryzmu wydanej pod auspicjami Senackiej Komisji Nadzwyczajnej do spraw Klimatu.
Za zasługi w dziedzinie elektroenergetyki został uhonorowany Krzyżem Kawalerskim Orderu Odrodzenia Polski. Laureat nagrody Kreator Nowej Energetyki. Członek honorowy Stowarzyszenia Elektryków Polskich.
Zmarł 13 września 2024 w Gliwicach, pochowany został na tamtejszym Cmentarzu Centralnym.